# Distrikt Abancay
Der Distrikt Abancay liegt in der Provinz Abancay in der Region Apurímac in Zentral-Peru. Der Distrikt wurde am 21. Juni 1825 gegründet. Er hat eine Fläche von 287 km². Beim Zensus 2017 lebten 71.260 Einwohner im Distrikt. Im Jahr 1993 lag die Einwohnerzahl bei 51.068, im Jahr 2007 bei 51.225. Die Distriktverwaltung befindet sich in der auf einer Höhe von etwa 2378 m gelegenen Provinz- und Regionshauptstadt Abancay mit 64.873 Einwohnern (Stand 2017).

## Geographische Lage
Der Distrikt Abancay liegt im zentralen Norden der Provinz Abancay. Der Distrikt liegt im Andenhochland am Ostufer des Río Pachachaca, einem linken Nebenfluss des Río Apurímac. Im Norden des Distrikts erhebt sich der 5235 m hohe Berg Nevado Ampay.
Der Distrikt Abancay grenzt im Süden an den Distrikt Lambrama, im Südwesten an den Distrikt Pichirhua, im Westen an den Distrikt Huancarama (Provinz Andahuaylas), im Nordwesten an den Distrikt Huanipaca, im Norden an den Distrikt Tamburco sowie im Osten an den Distrikt Curahuasi.